# Charrúa

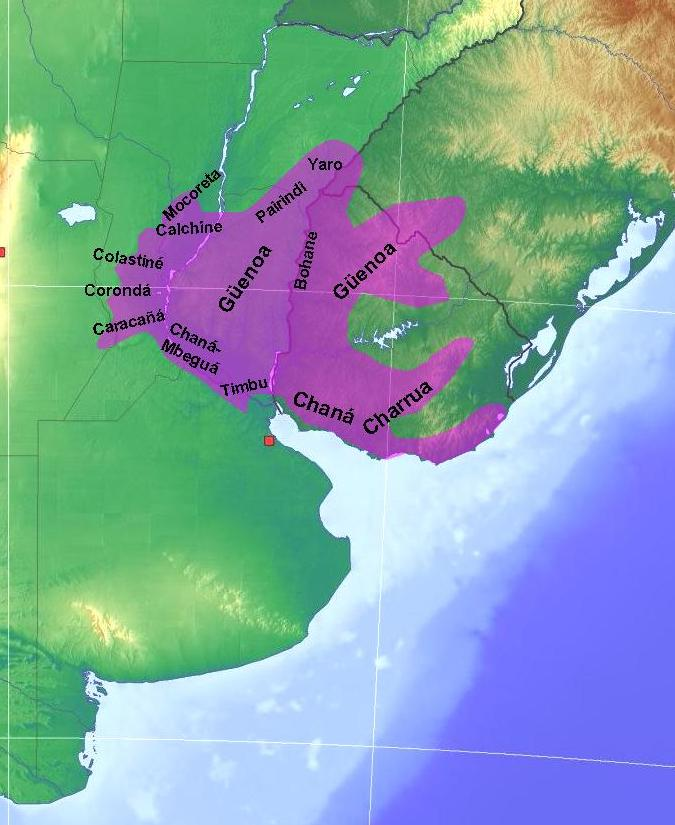
Distribuzione delle lingue charrúa

I charrúa erano una tribù indigena originaria delle pampas e stanziatisi nella zona del Río de la Plata, nell'area oggi di pertinenza dei dipartimenti uruguayani di Rocha, Maldonado e Montevideo. Erano imparentati all'etnia chanás, stanziata più a sud.
Si crede che i charrúa abbiano ucciso l'esploratore spagnolo Juan Díaz de Solís nel 1515, durante il suo viaggio sul Río de la Plata. In seguito all'arrivo degli esploratori europei, i charrúa furono sterminati e progressivamente integrati nella società coloniale.
Nel 1831 la maggior parte dei superstiti fu uccisa in un'imboscata a Salsipuedes da un gruppo comandato dal nipote del primo presidente Fructuoso Rivera, Bernabé Rivera. Pochissimi scamparono e di loro quattro furono deportati in Francia due anni dopo. A uno di loro, Tacuabe, è stato dedicato un monumento a Montevideo, ad altri due gli asteroidi 68853 Vaimaca e 73342 Guyunusa.
Nell'antica lingua guaranì il termine Uruguay significa "il paese degli uccelli colorati".

## Storia

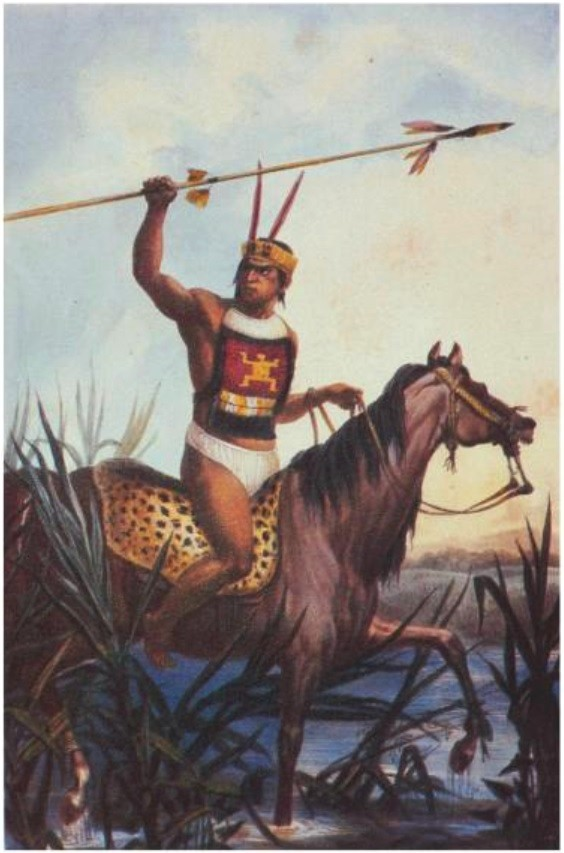
Un guerriero Charrúa.

La vita dei Charrúas prima del contatto con i coloni spagnoli rimane in gran parte un mistero. La ragione di ciò è che la maggior parte della conoscenza dei Charrúas proviene dal contatto spagnolo con essi.
Cronisti come il gesuita Pedro Lozano accusarono il popolo Charrúan di aver ucciso l'esploratore spagnolo Juan Díaz de Solís durante il suo viaggio del 1515 lungo il Río de la Plata. Questo è stato un momento cruciale poiché dimostra che i Charrúas erano pronti a resistere agli invasori spagnoli. In seguito all'arrivo dei coloni europei, i Charrúa, insieme ai Chana, resistettero con forza all'invasione territoriale. Nel XVIII e XIX secolo i Charrúa dovettero affrontare lo sfruttamento del bestiame che ne modificò fortemente il modo di vivere, causando carestie e costringendoli a fare affidamento su mucche e pecore.

## Genocidio
La drastica riduzione demografica dei Charrúas non si è verificata fino all'amministrazione del primo presidente dell'Uruguay, Fructuoso Rivera. Sebbene Rivera mantenne inizialmente un buon rapporto con i Charrúas, il crescente predominio dei bianchi e i desideri di espansione portarono alle ostilità. Organizzò quindi una campagna di genocidio nota come La Campaña de Salsipuedes nel 1831. Questa campagna era composta da tre diversi attacchi in tre luoghi diversi: "El Paso del Sauce del Queguay", "El Salsipuedes" e un passaggio noto come "La Cueva del Tigre". La leggenda vuole che il primo attacco sia stato un tradimento. Rivera conosceva i capi tribù e li chiamò nella sua caserma in riva al fiume, in seguito chiamata "Salsipuedes". Ha affermato che aveva bisogno del loro aiuto per difendere il territorio e che avrebbero dovuto unirsi a lui, tuttavia, una volta che i Charrúas erano ubriachi e alla sprovvista, i soldati uruguaiani li attaccarono. I seguenti due attacchi furono effettuati per eliminare i Charrúas che erano fuggiti o non erano presenti. Si dice che dall'11 aprile 1831, quando la campagna Salsipuedes (che significa "Vattene-se-puoi") fu lanciata da un gruppo guidato da Bernabé Rivera, nipote di Fructuoso Rivera, i Charrúas furono ufficialmente dichiarati estinti.
Quattro Charrúas sopravvissuti furono catturati a Salsipuedes. L'elenco della Scuola Orientale di Montevideo pensava che una razza quasi estinta avrebbe suscitato l'interesse degli scienziati e del pubblico francese. Erano Senacua Sénaqué, uno stregone; Vaimaca-Pirú Sira, un guerriero; e una giovane coppia, Laureano Tacuavé Martínez e María Micaëla Guyunusa. Tutti e quattro furono portati a Parigi nel 1833, dove furono esposti al pubblico. L'esibizione non ebbe successo e presto morirono tutti in Francia, inclusa una bambina nata da Sira e Guyunusa, e adottata da Tacuavé. La bambina si chiamava María Mónica Micaëla Igualdad Libertad dai Charrúa, ma è stata presentata dai francesi come Caroliné Tacouavé. Una scultura monumentale, Los Últimos Charrúas, fu costruita in loro memoria a Montevideo, in Uruguay.
Dopo Salsipuedes, i Charrúa furono gradualmente espropriati della loro sovranità mentre il nuovo stato affermava la sua giurisdizione su tutto il territorio. Secondo il censimento argentino del 2001, c'erano 676 Charrúas che vivevano nella provincia di Entre Ríos, in Argentina.

## Eredità

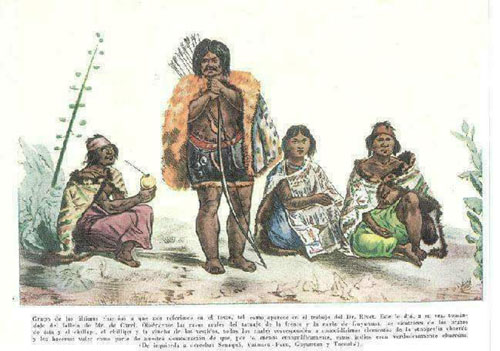
Popolo Charrúa nel 1833.

Dopo la fine dell'ultima dittatura dell'Uruguay nel 1985, un gruppo di persone ha affermato e rivendicato la propria ascendenza Charrúa.
Nell'agosto 1989, l'Associazione dei discendenti della nazione Charrúa (ADENCH, Asociación de Descendientes de la Nación Charrúa) è stata creata per salvare, conservare e promulgare la conoscenza e la presenza delle popolazioni indigene in Uruguay. Nel 2005 è stata costituita un'altra organizzazione – CONACHA (Consejo de la Nación Charrúa) – in cui le famiglie sono uscite dalla clandestinità e si sono auto-riconosciute pubblicamente come Charrúa.
Non si sa molto dei Charrúa a causa della loro cancellazione cognitiva in un primo momento della storia uruguaiana. Gli unici documenti sopravvissuti che riguardano i Charrúa sono quelli di esploratori, archeologi e antropologi spagnoli. Si ritiene che nel 2020 in Uruguay, Argentina e Brasile ci fossero approssimativamente tra 160.000 e 300.000 individui che discendono dai Charrúa sopravvissuti.
Il 9 novembre 2007 la Câmara dos Verreadores di Porto Alegre ha tenuto un atto solenne per riconoscere i Charruas come popolo brasiliano nativo esistente. L'evento è stato organizzato congiuntamente dalla Commissione per i Diritti Umani della Câmara dos Verreadores di Porto Alegre e dalla Commissione per i Diritti Umani del Congresso Nazionale del Brasile. Durante l'atto, i senatori Paulo Paim e Sérgio Zambiasi si sono congratulati con gli indigeni per la loro "conquista e impegno in una lotta che dura da 172 anni". La vita di cacica-geral Acuab, il più notevole capo Charrua del Rio Grande do Sul la prima femmina di cacicco dei Charruas, è stata il soggetto del documentario Perambulantes (Brasile, 2009), di Giancarla Brunnetto e Karine Emerich. Acuab, cacicco di Aldeia Polidoro, è accreditato di essere andato a Brasilia e di aver consegnato all'allora presidente Lula un documento che chiedeva il riconoscimento del suo popolo da parte della Fundação National do Índio. Acuab ha raggiunto il presidente dopo essere sfuggito alla sua scorta. Questo riconoscimento avverrà nel settembre 2007. Entro il 2008 la città di Porto Alegre concederà ad Aldeia Polidoro (un'area di 9 ettari) lo status di territorio indigeno municipale.